# Dilbert
Dilbert je američki kratki strip, kojeg piše i crta Scott Adams. Prvi put se pojavio 16. travnja 1989. godine. Strip na satiričan način prikazuje međuljudske odnose u kapitalizmu i korporativnim uvjetima rada

## Likovi
- Dilbert - glavni lik, stereotipski prikaz inženjera, djelomično nesposobnog za normalno funkcioniranje u stvarnom svijetu
- Dogbert - pas, Dilbertov kućni ljubimac, megalomanijak, sadist; svoju želju za vladanjem svijetom je uspio jednom ostvariti, ali mu je to vrlo brzo dosadilo; često pod krinkom konsultacija izvlači ogromne sume novca od menadžmenta Dilbertove kompanije
- Pointy-haired boss - menadžer, nesposoban za obavljanje svog posla, ali ga to ne sprječava miješati se u tuđe poslove; zbog njegovih menadžerskih odluka većina ideja njegovog tima biva neiskorištena (ili svojim revizijama totalno uništi izvornu ideju)
- Alice - Dilbertova kolegica, vrhunski inženjer; često ima "kratak fitilj", odnosno nervozu i šovinistička dobacivanja rješava "šakom smrti"
- Wally - Dilbertov kolega, ljenčuga, trudi se izbjegavati posao i svu svoju energiju ulaže u smišljanje novih načina kako to postići
- Ratbert - štakor, bivši zamorčić, uselio se kod Dilberta i vremenom postao član obitelji kao i Dogbert
- Catbert - mačak, zli direktor ljudskih resursa, sadist; konstantno smišlja nova pravila ponašanja kako bi njima napakostio zaposlenima
- Asok - pripravnik, naivčina, često dobiva ulogu žrtvenog janjeta od drugih inženjera ili menadžmenta
- Carol - Pointy-haired boss-ova tajnica, prezire sve oko sebe, generalno izbjegava sav posao tvrdjeći da ima previše posla, tipična birokratkinja; u nekoliko navrata pokušala neizravno ubiti svog šefa

## Utjecaji
Godine 1995. Dilbert je postao prvi besplatan internet strip. Na svakom se nalazila e-mail adresa Scott Adamsa. Na ovo se on odlučio kako bi dobio povratnu informaciju od svojih čitatelja i na taj način korigirao smjer u kojem će se strip razvijati. Zahvaljujući tome, počeo se razvijati cijeli "nerdcore" žanr.

## Gostujući autori
Od 20. do 24. listopada 2003. godine umjesto Scott Adamsa, strip su crtali gostujući autori. 2008. godine najavljena je mogućnost da registrirani posjetioci site-a mogu samostalno mijenjati postojeće stripove i kreirati nove. U planu je bilo da neki od ovih autora povremeno mijenjaju Adamsa, ali je on od ove ideje odustao zbog, kako sam kaže, "raznovrsnih razloga". 29. veljače 2016. godine, na blogu je objavio da će u sljedećih 6 tjedana biti na odmoru, te da će ga u crtanju stripa mijenjati kolege iz Universal Uclick-a, izdavača Dilbert-a (svaki tjedan po jedan autor).

## Tisak, televizija, knjige, videoigre
Zahvaljujući svojem uspjehu, na osnovu stripa Dilbert nastalo je nekoliko knjiga, animirani TV šou, kao i videoigra. Dilbert se daje u preko 2.000 različitih tiskovina u 65 država i na 25 različitih jezika.

## Vanjske poveznice
- Dilbert.com, službena stranica  Arhivirana inačica izvorne stranice od 23. veljače 2011. (Wayback Machine)
- Facebook stranica
- Twitter nalog Scott Adams-a